# Fabrizio Accatino
Fabrizio Accatino (Torino, 20 dicembre 1971) è un fumettista italiano.

## Biografia
Nasce a Torino, dove inizia la carriera di giornalista.
Lavora a Radio Vaticana per dieci anni in qualità di corrispondente, in seguito è autore televisivo per la Rai e LA7, dove collabora a programmi a tema cinematografico come La 25a ora - Il cinema espanso, CineClub e La valigia dei sogni, oltre ad essere uno degli speaker di Rai Radio 3. 
Dal 2000 fa parte degli sceneggiatori della Sergio Bonelli Editore, nello staff di Dylan Dog e Le storie.

## Pubblicazioni

### Dylan Dog
- Fabrizio Accatino (testi), Montanari e Grassani (disegni); La vita rubata, in Maxi Dylan Dog n. 3, Sergio Bonelli Editore, giugno 2000.
- Fabrizio Accatino (testi), Nicola Mari (disegni); La strada per Babenco, in Almanacco della Paura n. 15, Sergio Bonelli Editore, marzo 2005.
- Fabrizio Accatino (testi), Raul e Gianluca Cestaro (disegni); Passaggio per l'Inferno, in Dylan Dog Color Fest n. 7, Sergio Bonelli Editore, agosto 2011.
- Fabrizio Accatino (testi), Sergio Gerasi (disegni); L'assassino della porta accanto, in Dylan Dog n. 307, Sergio Bonelli Editore, aprile 2012.
- Fabrizio Accatino (testi), Eugenio Sicomoro e Silvia Robustelli (disegni); Prigioniero, in Dylan Dog Color Fest n. 13, Sergio Bonelli Editore, agosto 2014.
- Fabrizio Accatino (testi), Luca Casalanguida (disegni); Il generale inquisitore, in Dylan Dog n. 353, Sergio Bonelli Editore, febbraio 2016.
- Fabrizio Accatino (testi), Roberto Rinaldi (disegni); Il prezzo della carne, in Dylan Dog n. 358, Sergio Bonelli Editore, luglio 2016.
- Fabrizio Accatino (testi), Valerio Piccioni e Maurizio Di Vincenzo (disegni); Diabolo The Great, in Dylan Dog Color Fest n. 18, Sergio Bonelli Editore, agosto 2016.

### Le storie
- Fabrizio Accatino (testi), Giampiero Casertano (disegni); La pattuglia, in Le storie n. 7, Sergio Bonelli Editore, aprile 2013.
- Fabrizio Accatino (testi), Paolo Bacilieri (disegni); Il prezzo dell'onore, in Le storie n. 31, Sergio Bonelli Editore, aprile 2015.
- Fabrizio Accatino (testi), Eleonora Dea Nanni (disegni); Le nebbie di Boisbonnard, in Le storie n. 43, Sergio Bonelli Editore, aprile 2016.
- Fabrizio Accatino (testi), Giampiero Wallnofer (disegni); Illusioni, in Le storie n. 46, Sergio Bonelli Editore, luglio 2016.